# Haploparmena marmorata
Haploparmena marmorata är en skalbaggsart som beskrevs av Stefan von Breuning 1940. Haploparmena marmorata ingår i släktet Haploparmena och familjen långhorningar.
Artens utbredningsområde är Angola. Inga underarter finns listade i Catalogue of Life.